# ナッタニチャ・ジャイサエン
ナッタニチャ・ジャイサエン（タイ語: ณัฐณิชา ใจแสน、英語: Natthanicha Jaisaen、1998年5月21日 - ）は、タイ王国の女子バレーボール選手。タイ王国代表。

## 来歴
2024年、SVリーグのPFUブルーキャッツ石川かほくに入団。1シーズン在籍し、2025年4月に退団が発表された。

## 球歴
- ネーションズリーグ - 2022年、2024年

## 受賞歴
- 2014年 - U17アジア選手権 ベストセッター
- 2024年 - コー・ロイヤルカップ ベストセッター

## 所属チーム
- ダイヤモンドフード（英語版）（2018-2020年）
- ナコンラチャシマ（2020-2021年）
- ダイヤモンドフード（英語版）（2021-2023年）
- Than Quang Ninh（2023-2024年）
- PFUブルーキャッツ石川かほく（2024-2025年）